# Brissac-Quincé
Brissac-Quincé és un municipi francès situat al departament de Maine i Loira i a la regió de País del Loira. L'any 2007 tenia 2.588 habitants.

## Demografia

### Població
El 2007 la població de fet de Brissac-Quincé era de 2.588 persones. Hi havia 1.036 famílies de les quals 304 eren unipersonals (100 homes vivint sols i 204 dones vivint soles), 336 parelles sense fills, 344 parelles amb fills i 52 famílies monoparentals amb fills.
La població ha evolucionat segons el següent gràfic:
Habitants censats

### Habitatges
El 2007 hi havia 1.117 habitatges, 1.050 eren l'habitatge principal de la família, 17 eren segones residències i 50 estaven desocupats. 865 eren cases i 251 eren apartaments. Dels 1.050 habitatges principals, 620 estaven ocupats pels seus propietaris, 404 estaven llogats i ocupats pels llogaters i 26 estaven cedits a títol gratuït; 24 tenien una cambra, 88 en tenien dues, 174 en tenien tres, 229 en tenien quatre i 535 en tenien cinc o més. 744 habitatges disposaven pel capbaix d'una plaça de pàrquing. A 486 habitatges hi havia un automòbil i a 464 n'hi havia dos o més.

### Piràmide de població
La piràmide de població per edats i sexe el 2009 era:
| Homes | Edats   | Dones |
| ----- | ------- | ----- |
| 0     | 95 o +  | 8     |
| 16    | 90 a 94 | 12    |
| 16    | 85 a 89 | 44    |
| 16    | 80 a 84 | 20    |
| 28    | 75 a 79 | 44    |
| 40    | 70 a 74 | 40    |
| 32    | 65 a 69 | 52    |
| 40    | 60 a 64 | 44    |
| 52    | 55 a 59 | 52    |
| 68    | 50 a 54 | 64    |
| 80    | 45 a 49 | 72    |
| 76    | 40 a 44 | 52    |
| 96    | 35 a 39 | 120   |
| 80    | 30 a 34 | 68    |
| 124   | 25 a 29 | 108   |
| 64    | 20 a 24 | 60    |
| 76    | 15 a 19 | 93    |
| 128   | 10 a 14 | 68    |
| 68    | 5 a 9   | 100   |
| 60    | 0 a 4   | 48    |

## Economia
El 2007 la població en edat de treballar era de 1.650 persones, 1.271 eren actives i 379 eren inactives. De les 1.271 persones actives 1.201 estaven ocupades (626 homes i 575 dones) i 70 estaven aturades (25 homes i 45 dones). De les 379 persones inactives 154 estaven jubilades, 131 estaven estudiant i 94 estaven classificades com a «altres inactius».

### Ingressos
El 2009 a Brissac-Quincé hi havia 1.173 unitats fiscals que integraven 2.908,5 persones, la mediana anual d'ingressos fiscals per persona era de 18.238 €.

### Activitats econòmiques
Dels 187 establiments que hi havia el 2007, 6 eren d'empreses alimentàries, 1 d'una empresa de fabricació de material elèctric, 6 d'empreses de fabricació d'altres productes industrials, 23 d'empreses de construcció, 37 d'empreses de comerç i reparació d'automòbils, 7 d'empreses de transport, 9 d'empreses d'hostatgeria i restauració, 2 d'empreses d'informació i comunicació, 12 d'empreses financeres, 10 d'empreses immobiliàries, 19 d'empreses de serveis, 40 d'entitats de l'administració pública i 15 d'empreses classificades com a «altres activitats de serveis».
Dels 55 establiments de servei als particulars que hi havia el 2009, 1 era una oficina d'administració d'Hisenda pública, 1 gendarmeria, 1 oficina de correu, 3 oficines bancàries, 1 funerària, 3 tallers de reparació d'automòbils i de material agrícola, 2 tallers d'inspecció tècnica de vehicles, 1 autoescola, 2 paletes, 6 guixaires pintors, 7 fusteries, 4 lampisteries, 2 electricistes, 1 empresa de construcció, 6 perruqueries, 1 veterinari, 6 restaurants, 5 agències immobiliàries i 2 salons de bellesa.
Dels 15 establiments comercials que hi havia el 2009, 2 eren supermercats, 5 fleques, 1 una carnisseria, 1 una llibreria, 1 una botiga d'equipament de la llar, 1 un drogueria, 1 una joieria i 3 floristeries.
L'any 2000 a Brissac-Quincé hi havia 19 explotacions agrícoles que ocupaven un total de 784 hectàrees.

## Equipaments sanitaris i escolars
El 2009 hi havia 2 farmàcies i 1 ambulància.
El 2009 hi havia 1 escola maternal i 2 escoles elementals. Brissac-Quincé disposava de 2 col·legis d'educació secundària amb 800 alumnes.

## Poblacions més properes
El següent diagrama mostra les poblacions més properes.